# Matías Quiroga
Matías Leonel Quiroga mais conhecido comoo Matías Quiroga, nasceu em Capitán Bermúdez, 4 de Agosto de 1986 é um futebolista argentino que joga atualmente pelo Colo Colo.